# Kozojedy (okres Praha-východ)
Kozojedy jsou obec v okrese Praha-východ ve Středočeském kraji. Žije zde přibližně 1 000 obyvatel. Leží asi tři kilometry od Kostelce nad Černými lesy západním směrem.

## Historie
První písemná zmínka o vesnici pochází z roku 1352.

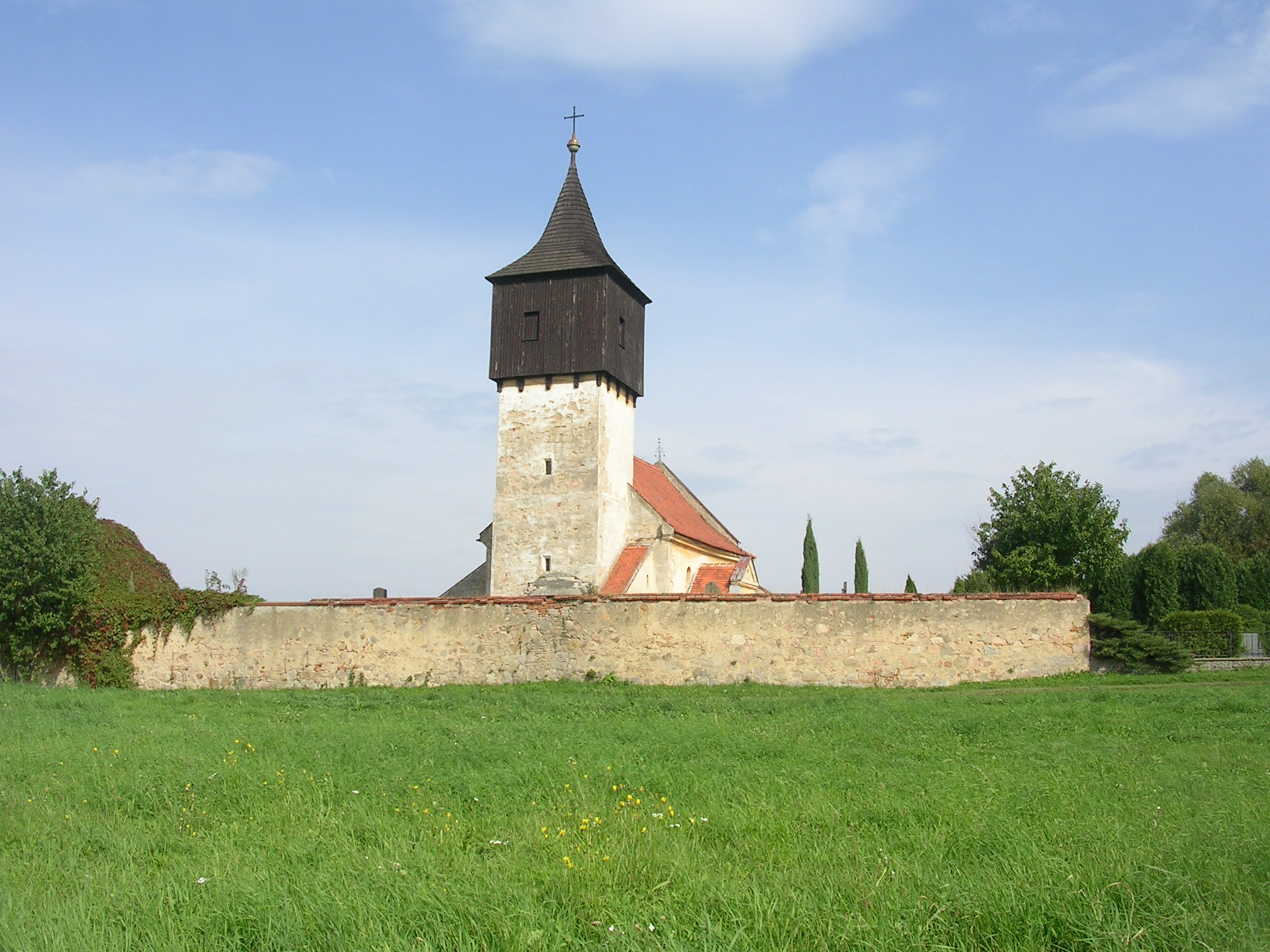
Kostel svatého Martina na místě původní vsi

Původní historická ves ležela jeden až dva kilometry severozápadně, v dnešní chatové oblasti, směrem k hradům Šember a Dolany. Zůstal z ní osamělý kostel svatého Martina se hřbitovem. Kostel je původně románský, později byl goticky a barokně přestavěn.
Ve vsi Kozojedy (545 obyvatel) byly v roce 1932 evidovány tyto živnosti a obchody: 2 hostince, kovář, krejčí, 2 obuvníci, 2 řezníci, 3 obchody se smíšeným zbožím, spořitelní a záložní spolek pro Kozojedy, švadlena, trafika.

## Obyvatelstvo
| Rok            | 1869 | 1880 | 1890 | 1900 | 1910 | 1921 | 1930 | 1950 | 1961 | 1970 | 1980 | 1991 | 2001 | 2011 | 2021 |
| -------------- | ---- | ---- | ---- | ---- | ---- | ---- | ---- | ---- | ---- | ---- | ---- | ---- | ---- | ---- | ---- |
| Počet obyvatel | 522  | 577  | 577  | 567  | 578  | 545  | 512  | 544  | 512  | 524  | 497  | 506  | 508  | 668  | 956  |
| Počet domů     | 75   | 87   | 89   | 90   | 104  | 114  | 128  | 151  | 146  | 151  | 150  | 207  | 213  | 237  | 312  |

## Obecní správa

### Územněsprávní začlenění
Dějiny územněsprávního začleňování zahrnují období od roku 1850 do současnosti. V chronologickém přehledu je uvedena územně administrativní příslušnost obce v roce, kdy ke změně došlo:
- 1850 země česká, kraj Pardubice, politický i soudní okres Černý Kostelec[8]
- 1855 země česká, kraj Praha, soudní okres Černý Kostelec[8]
- 1868 země česká, politický okres Český Brod, soudní okres Černý Kostelec[8]
- 1939 země česká, Oberlandrat Kolín, politický okres Český Brod, soudní okres Kostelec nad Černými lesy[9]
- 1942 země česká, Oberlandrat Praha, politický okres Český Brod, soudní okres Kostelec nad Černými lesy[10]
- 1945 země česká, správní okres Český Brod, soudní okres Kostelec nad Černými lesy[11]
- 1949 Pražský kraj, okres Český Brod[12]
- 1960 Středočeský kraj, okres Kolín[13]
- 2007 Středočeský kraj, okres Praha-východ[14]

### Obecní symboly
Znak a vlajka byly obci uděleny rozhodnutím předsedkyně Poslanecké sněmovny Parlamentu České republiky dne 24. února 2011.

## Doprava
Územím obce prochází silnice I/2 v úseku Říčany – Kutná Hora a silnice III třídy:
- III/33310 od Doubravčic na Kostelec
- III/33318 ze silnice I/2 směrem na samotu Truba
- III/33319 spojka silnic I/2 a III/33318
- III/33348 odbočka ze silnice I/2 na Kostelec

Železniční trať ani stanice na území obce nejsou.
V obci měly v roce 2011 zastávku příměstské autobusové linky jedoucí do těchto cílů: Český Brod, Horní Kruty, Kostelec nad Černými lesy, Praha, Říčany, Suchdol (dopravce ČSAD POLKOST, s. r. o.).